# Nacław (Groot-Polen)
Nacław is een dorp in de Poolse woiwodschap Groot-Polen. De plaats maakt deel uit van de gemeente Kościan.